# 신광여자고등학교
신광여자고등학교(信光女子高等學校)는 대한민국 서울특별시 용산구 청파동3가에 위치한 사립 고등학교이다.

## 학교 연혁
- 1946년 8월 17일 : 최영휘 선생이 서울 용산구 청파로 263(3가 100번지) 현 위치에 ‘신광여자기예초급중학교’ 를 설립하고 문교부로부터 인가를 받음
- 1946년 10월 1일 : 교사 5명, 학생 48명, 초대 최영휘 교장 취임으로 개교
- 1951년 4월 1일 : 재단법인 신광학원 설립 인가를 받음
- 1953년 5월 6일 : 고등학교 제1회 졸업생 18명을 배출
- 1953년 6월 8일 : 신광여자고등학교 설립 인가를 받음
- 1964년 1월 24일 : 학교법인 신광학원으로 조직 변경
- 2011년 2월 26일 : 신광학원 제9대 이희택 이사장 취임
- 2018년 9월 1일 : 제9대 이원광 교장 취임
- 2022년 2월 10일 : 제70회 졸업식으로 39,466명의 졸업생 배출
- 2022년 3월 2일 : 2022학년도 신입생 입학

## 참고 자료
- 신광여자고등학교 - 한국교육학술정보원 학교알리미